# Rhamphomyia flava
Rhamphomyia flava là một loài ruồi, trong họ Empididae. Nó được tìm thấy ở hầu hết châu Âu, trừ bán đảo Iberia và hầu hết bán đảo Balkan.

## Hình ảnh

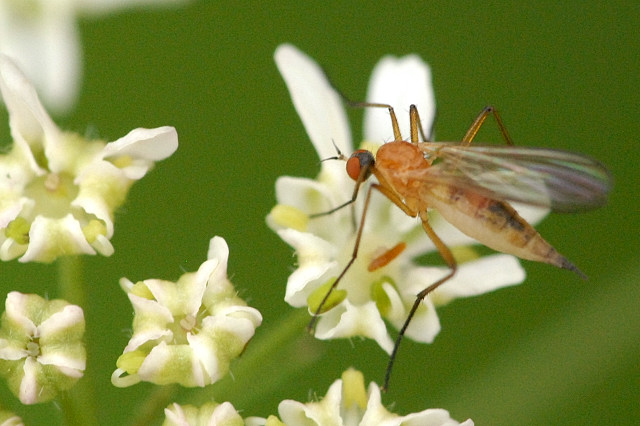
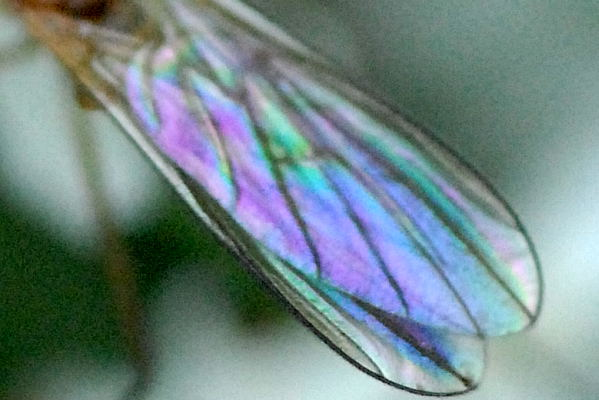